# Jeff Parke
Pour les articles homonymes, voir Parke.
Jeff Parke est un footballeur international américain né le 23 mars 1982 à Abington en Pennsylvanie. Il évolue au poste de défenseur.

## Biographie
Le 7 décembre 2012, Parke est transféré à l'Union de Philadelphie en échange d'une allocation monétaire et d'un choix de MLS Supplemental Draft.

## Palmarès
- Vainqueur de la Lamar Hunt U.S. Open Cup en 2010 et 2011 avec les Sounders de Seattle